# Octobre allemand
L'Octobre allemand (Deutscher Oktober) est un projet d'insurrection monté en 1923 par le Parti communiste d'Allemagne (KPD) et l'Internationale communiste (Komintern), en vue de prendre le pouvoir dans l'Allemagne de Weimar, pays considéré comme stratégique pour le déclenchement d'une révolution à l'échelle européenne. Du fait d'une défaillance de la direction du KPD, l'insurrection est annulée au dernier moment, sauf à Hambourg où les communistes locaux n'ont pas été prévenus à temps. Débâcle stratégique pour les communistes, l'échec de l'octobre allemand est suivi d'une reprise en main du KPD comme de l'ensemble des PC européens, désormais soumis à une supervision plus stricte de la part du Komintern.

## Contexte
En 1923, la République de Weimar connaît une situation de crise politique et économique profonde. Les troupes franco-belges occupent la Ruhr depuis janvier, afin de contraindre le gouvernement allemand à payer les lourds dommages de guerre prévus par le traité de Versailles. L'économie allemande s'effondre et le mark perd quasiment toute sa valeur : les organisations politiques traditionnelles que sont les syndicats et le SPD sont également prises dans la tourmente, car les cotisations qui assurent l'essentiel de leurs ressources ne valent plus rien. Le KPD, qui avait été très affaibli par l'échec de l'action de mars de 1921, profite de la situation pour gonfler ses effectifs, ralliant à sa cause une forte proportion de la classe ouvrière allemande : les communistes envisagent désormais de disputer aux nationalistes les voix de la petite bourgeoisie paupérisée par la crise.
La tendance « gauchiste » du KPD, emmenée par Ruth Fischer et Arkadi Maslow, croit à la possibilité d'une insurrection, tandis que la « droite » du parti, derrière Heinrich Brandler (président du KPD) et August Thalheimer, se montre plus prudente. Les dirigeants de l'Internationale communiste ne donnent pas aux Allemands d'instruction précise, faute d'avoir arrêté une position commune sur la situation allemande. Fin juillet, le KPD organise une série de meetings malgré l'interdiction des autorités ; en août, une grève de trois jours, décidée par les comités d'usine contrôlés en principe par les communistes, échappe à ses organisateurs : elle débouche sur une agitation d'ampleur inattendue qui entraîne la chute du gouvernement du chancelier Wilhelm Cuno, remplacé par Gustav Stresemann. Cet évènement fait réaliser aux Soviétiques l'ampleur de l'instabilité politique allemande. Grigori Zinoviev est désormais convaincu que la crise révolutionnaire est proche ; Nikolaï Boukharine est gagné à l'idée, de même que Karl Radek, puis Léon Trotski,.

## Préparatifs
Le Politburo du Parti communiste soviétique se réunit le 23 août, en compagnie de représentants du KPD et du Komintern : la discussion conclut que la révolution allemande est entrée dans sa « phase supérieure » et qu'une insurrection est possible dès l'automne. Staline est plutôt partisan d'attendre le printemps 1924, mais finit par se ranger au consensus général. Trotski, du fait de son expérience durant la révolution d'Octobre, participe activement aux préparatifs de l'insurrection. Heinrich Brandler se rend à Moscou et a de longs entretiens avec les dirigeants soviétiques pour définir les détails de l'opération ; Ruth Fischer est également présente pour représenter la tendance de gauche du parti allemand. Brandler émet le souhait que Trotski soit présent en Allemagne pour superviser le soulèvement, mais Zinoviev s'oppose à ce projet et il est finalement décidé d'envoyer en Allemagne une commission, qui comptera Radek et Piatakov. Les plans de l'insurrection prévoient la construction d'un appareil militaire, la division du pays en commandements militaro-politiques, la formation de « centuries prolétariennes » et l'achat d'armes. Le KPD se chargera de préparer ses militants, en organisant leur passage à la clandestinité et en les affectant à des postes de combat.
Un plan d'action est déterminé dans les derniers jours de septembre : il prévoit que les communistes entrent dans les gouvernements de Saxe et de Thuringe, dirigés par les sociaux-démocrates de gauche, et qui deviendront ainsi les « gouvernements ouvriers » prévus par le programme du Komintern : les ministres communistes utiliseront leurs positions pour armer le prolétariat et mobiliser l'ensemble de la classe ouvrière. L'« octobre allemand », conçu comme une réplique de la révolution d'Octobre, devra aboutir à une insurrection dans tout le pays, dont une grève générale sera le déclencheur.
Les préparatifs de l'octobre allemand se déroulent dans un climat d'effervescence politique en Allemagne : d'un côté, le gouvernement de Stresemann met fin à la résistance passive face à l'occupation de la Ruhr et suscite un grand espoir dans la population en annonçant l'instauration d'une monnaie stable ; de l'autre, la droite nationaliste, protestant contre la trop forte participation gouvernementale des sociaux-démocrates, appelle à une « dictature nationale » et se rallie derrière des figures comme les généraux von Kahr - l'un des chefs de la droite en Bavière - et von Seeckt. Une organisation paramilitaire, la Reichswehr noire, tente un coup de force dans les premiers jours d'octobre. Entretemps, Die Rote Fahne, le journal du KPD, s'emploie à préparer l'opinion à l'insurrection, en appelant à se défendre contre les « fascistes bavarois », et en publiant des courriers d'encouragement envoyés aux communistes allemands par Trotski, Boukharine, Zinoviev et Staline : la lettre de ce dernier, adressée à August Thalheimer, prédit que la révolution en marche en Allemagne « déplacera sans aucun doute le centre de la révolution mondiale de Moscou à Berlin ».
Début octobre, le KPD entre comme prévu dans les gouvernements de Saxe et de Thuringe. Heinrich Brandler, nommé chef de section ministériel à la chancellerie de Dresde, use de sa fonction pour s'occuper de l'approvisionnement en armes. Le 19 octobre, le gouvernement central allemand ordonne à la Reichswehr de rétablir l'ordre en Saxe, mesure qui vise à l'évidence les ministres communistes : alors que la vague révolutionnaire semble en reflux avec la fin de la résistance passive dans la Ruhr, le gouvernement du Reich vise à briser préventivement les ministères « ouvriers » auxquels participent les communistes. Selon le plan prévu, les menées du gouvernement « bourgeois » contre l'entrée des communistes dans les gouvernements fourniront un argument pour déclencher la grève générale qui devra, selon le schéma envisagé par Trotski, déboucher sur la guerre civile et la révolution,.

## Échec de l'Octobre allemand
Le 21 octobre se tient à Chemnitz une conférence des conseils d'entreprise, censée décider du lancement de la grève générale. Mais au dernier moment, et contrairement à ce que prévoyait le KPD, les représentants des sociaux-démocrates de gauche s'opposent énergiquement aux projets d'insurrection. La conférence se sépare finalement sans avoir lancé l'appel attendu à la grève. Devant ce refus de leurs alliés, Brandler et les autres dirigeants du KPD sont apparemment décontenancés. Le soir même, la direction centrale du parti décide d'annuler l'insurrection ; la commission allemande du Komintern se range à cet avis le lendemain,.
Ce n'est qu'à Hambourg que les communistes locaux, dirigés par Ernst Thälmann, passent effectivement à l'insurrection, dont la nouvelle de l'annulation ne leur est pas parvenue à temps. Isolé dans le pays, le soulèvement de Hambourg est écrasé par la troupe, au prix d'une centaine de victimes et de plusieurs centaines de blessés,. Le gouvernement du chancelier Stresemann réagit avec rapidité et fermeté, et fait entrer en Saxe et en Thuringe les troupes de la Reichswehr ; le 27, le docteur Zeigner, chef du gouvernement saxon, est sommé de démissionner, tandis qu'un commissaire du Reich est nommé à sa place. Les « ministres ouvriers » sont expulsés de leurs bureaux par la troupe. À Freiberg, une foule en colère invective les soldats puis tente de les prendre d'assaut à l'aide d'armes rudimentaires : les militaires ripostent, tuant vingt-trois personnes. Un gouvernement SPD, sans participation communiste, remplace en Saxe le « gouvernement ouvrier »,.

## Conséquences
Le KPD est interdit après sa tentative de soulèvement, mais l'interdiction est levée dès mars 1924. Le fiasco du projet d'insurrection suscite une immense désillusion dans les rangs communistes ; il montre également que la révolution allemande, dont le Komintern espérait que le déclenchement ferait basculer l'Europe entière, n'est pas envisageable dans l'immédiat. L'Internationale communiste rejette la faute sur les « intellectuels bohèmes » de la direction du KPD, qui est privée de cadres expérimentés depuis l'éviction de Paul Levi en 1921 : Trotski, pour sa part, juge que l'erreur la plus grave a été de laisser passer le moment propice au soulèvement, et de tenter de le déclencher alors que la situation de l'Allemagne, grâce aux mesures de Stresemann, était sur le point de se redresser. Heinrich Brandler et August Thalheimer, en disgrâce, sont convoqués quelques mois plus tard en URSS où ils demeureront l'un et l'autre jusqu'en 1928, affectés à diverses tâches au sein du Komintern,,.
Moins de trois semaines plus tard après l'épisode de l'« octobre allemand », l'Allemagne de Weimar connaît une nouvelle tentative d'insurrection, cette fois d'extrême-droite, avec le putsch de la brasserie organisé en Bavière par Hitler et Ludendorff. Le contexte entraîne le départ du gouvernement Stresemann des ministres SPD, qui protestent contre le fait que la répression contre les communistes soit plus sévère que celle subie par les nationalistes. L'Allemagne de Weimar connaît, dans les années qui suivent 1923, une période d'« âge d'or » : la situation économique et politique se stabilise, éloignant encore un peu plus les possibilités d'insurrection,,.
Le KPD, comme l'ensemble des partis européens, est « bolchevisé », c'est-à-dire repris en main sous la supervision des envoyés du Komintern. La tendance « gauchiste » de Ruth Fischer et Arkadi Maslow, soutenue par Zinoviev, s'assure le leadership du KPD, mais elle est bientôt évincée au profit d'Ernst Thälmann, soutenu par le camp stalinien au sein du Komintern. Un « culte de la personnalité » sera par la suite organisé autour de Thälmann, qui dirige le parti en stalinien loyal. Brandler et Thalheimer, une fois revenus en Allemagne, s'opposeront à la direction de Thälmann, ce qui leur vaudra d'être exclus ; ils fonderont alors le Parti communiste d'Allemagne - opposition. Dans l'immédiat - et dans la perspective de la succession de Lénine qui est alors très malade - l'échec de l'octobre allemand a également pour conséquence d'affaiblir la tendance de Trotski qui accordait la priorité à la révolution internationale, et de favoriser la tendance favorable à un repli sur l'URSS,.